# مجتمع الأسلوب
مجتمع الأسلوب (بالإنجليزية: community of style)‏ هو مجتمع يتشكل على أساس الانتماء إلى مجموعة من المنتجات أو الماركات. وعلى العكس من مجتمعات العلامات التجارية، حيث يتشكل التفاعل الاجتماعي بين الأعضاء بدافع الاهتمام المشترك في علامة تجارية واحدة، يوضح مفهوم مجتمع الأسلوب كيف تنشأ المجتمعات عندما يكون تجميع الماركات ما يخلق ويدعم التفاعل الاجتماعي الجماعي بين مجموعات المستهلكين الخاصة.

## أنظر أيضاً
- مجتمع العلامة التجارية
- قبلية جديدة